# Dia Mundial de l'Hàbitat
El Dia Mundial de l'Hàbitat és un dia internacional que se celebra el primer dilluns d'octubre de cada any.
El 17 de desembre de 1985 l'Assemblea General de les Nacions Unides, a través de la Resolució 40/202, decidí designar el primer dilluns d'octubre de cada any com a 'Dia Mundial de l'Hàbitat', per tal de per reflexionar sobre l'estat dels nostres hàbitats i sobre el dret bàsic de tothom a un habitatge adequat. També té la intenció de recordar al món que tots tenim el poder i la responsabilitat de modelar el futur dels nostres hàbitats, i fer prendre consciència a tothom dels grans problemes derivats de la urbanització creixent i dels canvis de governança a què tot això obliga.